# Tuta & kör
Tuta & kör är en åkattraktion i nöjesparken Liseberg i Göteborg. Attraktionen är en liten variant av Radiobilarna och riktar sig till de mindre barnen.
Attraktionen är tillverkad av den italienska tillverkaren Preston & Barbieri och är placerad i området Kaninlandet. Tuta & kör är en av de attraktioner som byggdes i det, inför säsongen 2013, nya Kaninlandet. Attraktionen öppnade tillsammans med Kaninlandet den 27 april 2013.
En liknande attraktion som hette Knatterally stod tidigare på Lisebergs barnområde innan Kaninlandet byggdes. Denna attraktion stod bredvid Mölndalsån och revs 2012 för att ge plats åt Bushållplatsen. Ersättaren för Knatterally blev Tuta & kör som placerades längre västerut på platsen där Farfars bil stod mellan 1968 och 2012.

## Bilder

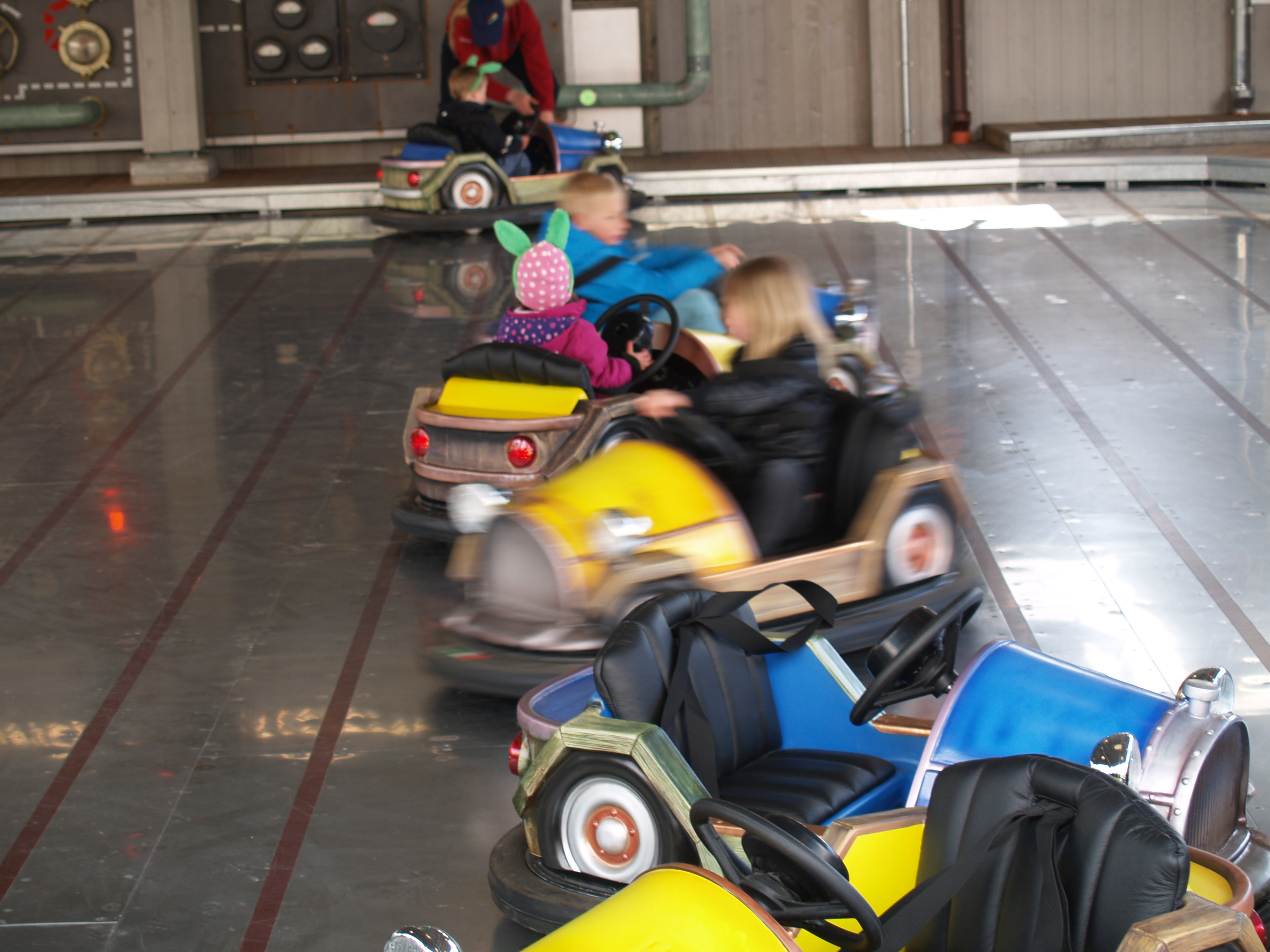
Bilar i full fart.
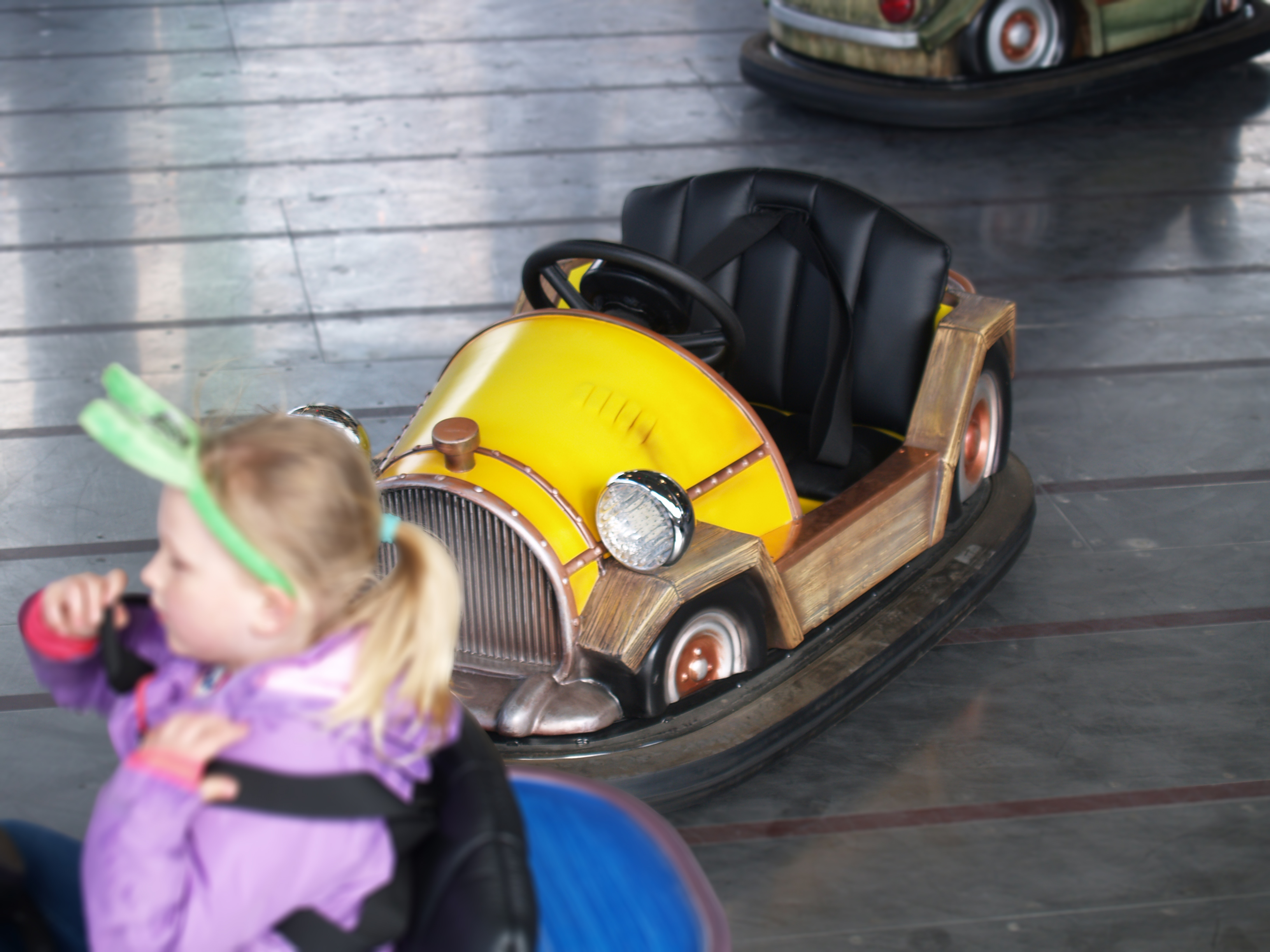
En gul bil utan förare.
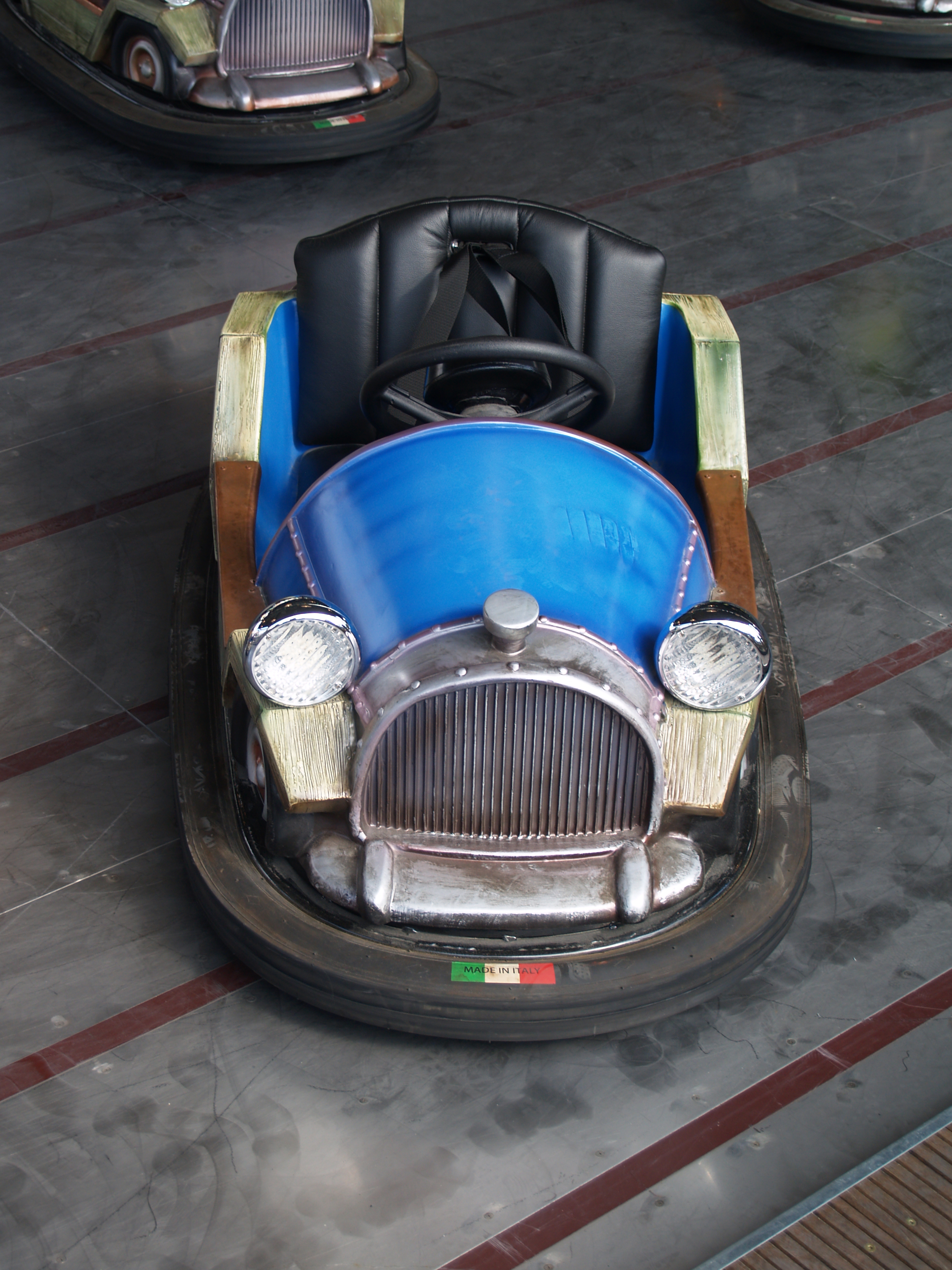
Blå bil med Italiens flagga på stötfångaren.